# アンダーカバーコップス
『アンダーカバーコップス』（Undercover Cops）は、1992年にアイレム株式会社から稼働されたアーケード用ベルトスクロールアクションゲーム。
「シティスイーパー」と呼ばれる雇われの賞金稼ぎ達3人の中から主人公を選択し、大災害により荒廃した地球から治安維持を取り戻すのを目的としている。
1995年にスーパーファミコンに移植された他、アーケード版はMacintoshおよびWindows用ソフト『IREM Arcade Hits』（2011年）に収録されて配信された。
また、ゲーム性の異なるオリジナル作品としてゲームボーイ用ソフト『アンダーカバーコップス 破壊神ガルマァ』（1993年）が発売された。
アーケード版はゲーム誌『ゲーメスト』の企画「第6回ゲーメスト大賞」（1992年度）にて、大賞3位、編集部特別賞、ベストアクション賞2位、ベスト演出賞4位、ベストグラフィック賞7位、ベストVGM賞3位を獲得した。

## 概要
8方向レバー（移動）と2つのボタン（攻撃、ジャンプ）でプレイヤーを操作する。『ファイナルファイト』（1989年）の流れを汲むベルトスクロールアクションゲームである。三人の主人公から一人を選択してプレイする。最大3人まで同時プレイ可能。
ボタン連打で連続技、ボタン2個同時押しで必殺技など、基本的な操作感覚は『ファイナルファイト』と大して変わらないが、特定のコマンドを入力して繰り出す超必殺技（海外版では不可）、鉄骨や石柱といった巨大武器、冷凍マグロなど、このジャンルのゲームとして斬新な要素も多く取り入れられている。また、画面内を走り回る動物を食べる（?）ことで体力が回復する（しかも回復した時には“Good!” “Delicious!”と叫ぶ）といった独特の演出がみられる。
本作はステージ終了後も体力持ち越しの方式で、各ステージ終了後に「ASSESSMENT DAY（査定）」のデモが挿入され、倒した敵の数と決めた技（FINESS TRICK）によってボーナス得点が入り、一定量体力が回復する。査定で合格点を2回取るとプレイヤーの残り人数が1人増える（全5ステージのため最大で2回チャンスがある）。
なお本作は、旧アイレムから出されている『アイレム・エアデュエル』（1990年）、『海底大戦争』（1993年）、『ジオストーム』（1994年）と作品世界を共有しており、共通して登場する組織の名前「デストロイ・アンド・サツジン」から、D.A.Sシリーズと呼ばれている。

## キャラクター

### 主人公
ザン・タカハラ（高原 斬）（海外名：CLAUDE）
空手家。全米チャンピオンに輝くほどの腕前だったが、恋人を守るために振るった拳で人を殺めてしまい、表舞台から姿を消す。スピードタイプ。超必殺技は『斬気弾』。『海底大戦争』の登場人物・高原仁は実兄にあたる。
マット・ゲーブルズ（海外名：BUBBA）
元プロフットボーラー。MVPを獲得したこともあるスター選手だったが、有り余るパワーから多くの選手を再起不能にしたラフプレイで、球界から永久追放される。パワータイプ。超必殺技は『マットボンバー』。
ローザ・フェルモンド（海外名：FLAME）
女ビジランテ（自警団員）。恋人兼パートナーであったトーマスを悪人に殺されており、悪を憎む心は人一倍強い。現在、恋人募集中。ブロンド長髪の美女で、服装は白いタンクトップとブルージーンズ。バランスタイプ。基本となる攻撃はパンチ。超必殺技は『アークセイバー』（この超必殺技はトーマスを悪人に殺された怒りから習得した技である）。

### ザコ敵
名前は各ミッション終了後の査定画面で登場する。
ケンジ（海外名：KENJI）
頭にバンダナを巻いた男。のそのそと歩いてきてジャブなどで攻撃してくる最弱のザコ敵。
面が進むとナイフを持ったタイプや割れた瓶を持ったタイプがいる（海外版では別の武器を持っている）。
ドゥービー（海外名：DOOBY）
頭を剃って、残った髪を結ってマゲにしている男。ファイティングポーズを取りながら近づいてきてジャブなどで攻撃する。ケンジより足が速い。
面が進むとたいまつを持ったタイプやトマホーク（海外版では棍棒）を持ったタイプがいる。
ブラッド（海外名：BRAD）
ドレッドヘアでサングラスをかけた男。プレイヤーとの間合いを測りつつ、ジャンピングソバットやスライディングで不意打ちを仕掛けてくる。
アイテムの入った箱を持ってうろついているタイプと、周囲に手榴弾をばら撒いて自爆するタイプがいる。
マカク（海外名：MAKAKU）
釘つきバットを持った大男。近づくとバットを振り回すほか、こちらの攻撃をガードしたりジャンプを迎撃したりしてくる。プレイヤーがダウンすると指差してゲラゲラと笑い声を上げる。
フォックス（海外名：FOX）
露出度の高い衣装を着た女性。片足ジャンプで移動している。近づいてきてエビぞりキックをする他、大ジャンプから急降下攻撃を仕掛けてくる。
ハサミマン（海外名：MADCA）
両手両足に刃物を取り付けてロケットで飛行している怪人。飛んでいるため掴むことが出来ず、滑空や水平飛行で襲ってくる。倒されると「ダメだー！」と叫びながら爆発する。
モグラリアン（海外名：MOGURALIAN）
ガスマスクをつけたモグラ人間。爪を立てての高速回転で攻撃する。素早く動いてジャンプ攻撃や回転突進を使う黄色いタイプと列を組んで歩いてプレイヤーが近づくと回転する灰色のタイプがいる。掴むことが出来ず、何かしら攻撃を受けると砕け散る（起き上がり攻撃にはダメージがないので吹き飛びのみ）。
地雷を掘り出して逃げるタイプがおり、倒すことが出来ない。
ベネット（海外名：BENNET）
ヘルメットとライダースーツを着用したバイカー。ウィリー状態でこちらを轢こうとしてくる他、攻撃して怯んだ後にアクセルターンで反撃してくる。掴むことが出来ない。
○○・BLACK
ミッション5のクレイボーン戦前にのみ登場するプレイヤーキャラクターの偽者。本物と違い、通常技しか使わない。1人プレイや2人プレイでも全員登場する。
マット・BLACK（海外名：DUDDA）
偽者軍団の一番手。単体で登場する。
ローザ・BLACK（海外名：CRIME）
偽者軍団の二番手。緑色のジーンズを着用している。ザン・BLACKと同時に登場する。
ザン・BLACK（海外名：CLOUDE）
偽者軍団の三番手。ローザ・BLACKと同時に登場する。

### ボス
パークス（海外名：CUE BALL）
ミッション1のボス。暴走したお手伝い用の人間型ロボット。ダメージを受けると機械の体が露出する。伸縮する腕で攻撃してきて、後半戦ではプレイヤーを巨大なプレス機に捨てようとする。逆にパークスがプレス機にかけられるとステージクリアとなる。
最終面では「T-900」の名称で中ボスとして数体登場する。この時は最初から中身がむき出しになっている。
フランソワーズ（海外名：FATSO）
ミッション2のボス。削岩機を背負っている肥満体の大女。フォックスを中心に構成した無法集団「ブラッディーガッデス」のリーダー。元モデル志望で、オーディションに落選したことへのショックから物凄いやけ食いをして現在の姿になったという。削岩機を叩きつけてバイクを落としたり、フォックスを召喚したりする。体力が赤ゲージになると泣き喚きだす。
モグラリアンβ（ベータ）（海外名：GUNPUNCHER）
ミッション3のボス。モグラのような外見をしている。地中を移動し、腕に取り付けた大型の機関銃を撃ったり、銃身で殴りつけたりして攻撃してくる。大の日本かぶれで「コニチハ」「サヨナラ」「ハラキリ」といった脈絡の無い台詞を口にする。
バルバロッチ（海外名：CONE HEAD）
ミッション4のボス。最終魔術男爵の異名を持つ変態魔術師。床に敷いた絨毯を波立たせたり、体を独楽のように回転させたり、体内に飼っているドラゴンに火を吹かせたりと、トリッキーな攻撃を仕掛けてくる。倒されると服に引火して焼け死に、骸骨になってしまう。
クレイボーン博士（海外名：Dr.CRAYBONE）
ミッション5（最終面）のボス。大量破壊兵器を大都市に投下して悦に浸ろうとするマッドサイエンティスト。戦闘時には異形の生物に変身する。首を異常に伸ばして攻撃するほか、背中の亀裂から光弾や錐状に変形する虫を放出する。
なお、最終面の終盤で博士の爆弾投下を阻止できたか否かでエンディングが変化する。

## 他機種版
| No. | タイトル                              | 発売日         | 対応機種                                    | 開発元   | 発売元    | メディア     | 型式      | 備考 |
| --- | ------------------------------------- | -------------- | ------------------------------------------- | -------- | --------- | ------------ | --------- | ---- |
| 1   | アンダーカバーコップス 破壊神ガルマァ | 1993年12月10日 | ゲームボーイ                                | アイレム | アイレム  | ロムカセット | DMG-UZJ   |      |
| 2   | アンダーカバーコップス                | 1995年3月3日   | スーパーファミコン                          | アイレム | バリエ    | ロムカセット | SHVC-AUCJ |      |
| 3   | IREM Arcade Hits                      | 2011年8月21日  | Macintosh                                   | DotEmu   | DotEmu    | ダウンロード |           |      |
| 4   | IREM Arcade Hits                      | 2011年12月9日  | Windows                                     | DotEmu   | DotEmu    | ダウンロード |           |      |
| 5   | Undercover Cops                       | 2021年         | スーパーファミコン Super NES （互換機含む） |          | Retro-Bit |              |           |      |

ゲームボーイ版
制作・発売はアイレム。本作のキャラクターを用いたカードバトルゲーム。
スーパーファミコン版
制作アイレム・発売はバリエ。当初は1994年の初頭に発売される予定だったものの、アイレムの業務縮小の煽りを受けて、マスターアップしていたにもかかわらず一旦発売中止になり、後に販売元をバリエに移して発売された。スーパーファミコン版の出荷は少数にとどまったうえ、予定されていたSuperNES版の販売も中止された。1人プレイ専用。プレミアがついており、2016年時点では箱付きで7～8万円、カセットのみで2～3万円で取引されたことがある。
Undercover Cops
発売はRetro-Bit。アイレムから正式に許諾を受けて発売された。なお、公式FAQによると、日本で発売されたスーパーファミコン版にいくつかの翻訳のものだとされている。

## スタッフ
アーケード版
- クリエイター：MEEHER
- デザイナー：AKIO、SUSUMU、KOZO、NOB
- プログラマー：TEROLING、DANGER NAO
- サウンド：HIYA!（冷牟田卓志）
- キャラクター・ボイス：NUKEGARA、MUTTERSHI、FUKU CHAN
- アメリカン・スタッフ：STEVE、ドリュー・マニスカルコ、MAX
- パブリシティ・スタッフ：迫水新一郎

ゲームボーイ版
- 音楽：山崎憲司

スーパーファミコン版
- クリエイター：MEEHER
- デザイナー：UMA、NABE、KATANA、MICHIROH、NITRO 49
- プログラマー：KAN CHAN、GET A$、IKA-B、GENTA 800KG
- サウンド：HIYA!（冷牟田卓志）
- サウンド・プログラマー：RYO、QUESTION
- キャラクター・ボイス：NUKEGARA、MUTTERSHI、FUKU CHAN

## 評価
アーケード版
ゲーム誌『ゲーメスト』の企画「第6回ゲーメスト大賞」（1992年度）において、大賞3位の他に編集部特別賞を獲得、さらにベストアクション賞2位、ベスト演出賞4位、ベストグラフィック賞7位、ベストVGM賞3位、年間ヒットゲーム15位、ベストキャラクター賞では「ローザ」が1位を獲得した。
ゲームボーイ版
ゲーム誌『ファミコン通信』の「クロスレビュー」では5・4・4・5の合計18点（満40点）、『ファミリーコンピュータMagazine』の読者投票による「ゲーム通信簿」での評価は以下の通りとなっており、15.4点（満30点）となっている。
| 項目 | キャラクタ | 音楽 | お買得度 | 操作性 | 熱中度 | オリジナリティ | 総合 |
| 得点 | 3.0        | 2.4  | 2.2      | 2.6    | 2.2    | 3.0            | 15.4 |

スーパーファミコン版
ゲーム誌『ファミコン通信』の「クロスレビュー」では6・5・5・4の合計20点（満40点）、『ファミリーコンピュータMagazine』の読者投票による「ゲーム通信簿」での評価は以下の通りとなっており、17.2点（満30点）となっている。また、1998年に刊行されたゲーム誌『超絶 大技林 '98年春版』（徳間書店）では、「スピーディな展開と敵を次々となぎ倒していく爽快感が特徴。ひよこやかたつむりなどを食べて体力回復したり、冷凍マグロなどで攻撃する演出がすごい」と、ゲーム性や演出面に関して肯定的なコメントで紹介されている。
| 項目 | キャラクタ | 音楽 | お買得度 | 操作性 | 熱中度 | オリジナリティ | 総合 |
| 得点 | 2.9        | 2.8  | 2.9      | 3.0    | 2.9    | 2.8            | 17.2 |

4Gamer.netの早苗月ハンバーグ食べ男は、スーパーファミコン版について、アイレム特有の砂っぽいドット絵の質感が失われている点や、複数人数での同時プレイができない点を指摘しつつも、アーケード版のゲームプレイの触感や音楽の再現度の高さを評価している。
IREM Arcade Hits収録版
4Gamer.netの早苗月ハンバーグ食べ男はIREM Arcade Hits収録版について、効果音をはじめとする一部要素が削除された海外のアーケード版がベースとなっているうえ、PCでは音源のエミュレートが不完全であることや、最新のMacintoshでは正常に動作しない点を指摘している。

## 漫画
1993年、『コミックゲーメスト』に連載。原作ゲームとは違い、ゲームのストーリーの後日譚的なギャグ漫画。作者は古葉美一。コミックスは全2巻。『コミックゲーメスト』の連載以前に『ゲーメスト』の付録の小冊子にて「アンダーカバーコミックス」のタイトル名のギャグ漫画が存在する。